# Faeröer
De Faeröer [ˈfɛːrøər] (Faeröers: Føroyar; Deens: Færøerne) zijn een eilandengroep, gelegen in de noordelijke Atlantische Oceaan in de driehoek Schotland-Noorwegen-IJsland. De archipel is een autonoom onderdeel binnen het Koninkrijk Denemarken dat niet bij de Europese Unie hoort. De naam Faeröer betekent waarschijnlijk Schapeneilanden (Deens: får betekent schaap; øer eilanden). Er wonen 54.664 mensen (1 jan.2022), van wie een kleine 40 procent in de hoofdstad Tórshavn. De plaatselijke Noord-Germaanse dialecten, verwant aan het IJslands, zijn gestandaardiseerd in het Faeröers.

## Geschiedenis
Voor de komst van de Vikingen waren er al perioden geweest dat de eilanden bewoond waren. Ook zijn de eilanden mogelijk in de 6e eeuw bezocht door de Ierse monnik Brandaan van Clonfert. Dicuil, een andere Ierse monnik, zou de eilanden in de 9e eeuw bezocht hebben. Vanaf 800 vestigden de Vikingen zich op de eilanden. Waarschijnlijk kwamen zij niet rechtstreeks uit Scandinavië maar uit Vikinggemeenschappen in Ierland en de noordelijke eilanden van Schotland. Later die eeuw kwamen er ook immigranten uit Noorwegen die het regime van hun koning Harald I wilden ontvluchten. In de 11e eeuw vond een strijd plaats tussen de clan van de noordelijke eilanden en Sigmundur Brestisson, de leider van de zuidelijke eilanden. Deze laatste vluchtte naar Noorwegen en werd door koning Olaf I teruggestuurd met een vloot om de eilanden terug te veroveren waarna deze onder gezag van de Noorse koning kwamen. Sigmundur heeft hierna de eilanden gekerstend. Deze vroege geschiedenis is beschreven in de Færeyinga saga, de oudste historische bron van de Faeröer.
In 1298 werd de Schapenbrief uitgevaardigd door Haakon IV van Noorwegen die destijds eerst nog graaf van de Faeröer was. Deze brief was een soort grondwet en is de oudste geschreven tekst in het Faeröers. De wetten hebben voor een groot deel betrekking op het houden van schapen.
In 1397 werden de Scandinavische koninkrijken verenigd in de Unie van Kalmar, waar dus ook de Faeröer onder vielen. Binnen deze unie trokken de Denen steeds meer macht naar zich toe. In 1538 bereikte de Reformatie de eilanden. Op sommige zeekaarten uit de 16e en 17e eeuw is ten zuiden van IJsland een groot eiland te zien dat Frisland genoemd werd maar aangenomen wordt dat daarmee de Faeröer bedoeld werden. In 1814 werd de Vrede van Kiel gesloten waarbij Noorwegen onderdeel werd van Zweden (dat de Unie van Kalmar al eerder had verlaten) maar hierbij bleven de Faeröer onder Deens bestuur.
Op 9 april 1940 werd Denemarken ingenomen door de Duitsers, waarna Engelse troepen op 12 april de Faeröer bezetten. Hierdoor bleef de eilanden een Duitse bezetting bespaard tijdens de Tweede Wereldoorlog. De Britten legden ook een vliegveld aan, Luchthaven Vágar, dat nog steeds de enige luchthaven van de eilanden is. Na de oorlog kwamen de eilanden weer onder Deens bestuur, maar ondertussen was er een sterke onafhankelijkheidsbeweging ontstaan, naar het voorbeeld van IJsland dat in 1944 de onafhankelijkheid van Denemarken had geproclameerd. In 1946 werd een omstreden referendum gehouden waarbij een nipte meerderheid voor onafhankelijkheid koos. Dit leidde tot een politieke crisis waarna het parlement ontbonden werd en nieuwe verkiezingen werden uitgeschreven. Dit resulteerde in een sterke stem voor het kamp dat bij Denemarken wilde blijven. In 1948 kregen de eilanden verregaand zelfbestuur.

## Economie
De economie van de Faeröer is voornamelijk afhankelijk van de visserij (onder meer wijting, kabeljauw, schelvis, koolvis) en intensieve zeeviskwekerij (voornamelijk zalm en forel). De bestuurlijke verantwoordelijkheid voor deze economische activiteiten valt onder het zelfbestuur van de eilandengroep, zoals met het Deense Koninkrijk wettelijk is overeengekomen. De Faeröer onderhouden bilaterale betrekkingen met de Europese Unie en met andere landen, waaronder de buurlanden Noorwegen en IJsland.
Naast de visserij, die verreweg het grootste deel van de export voor haar rekening neemt, zijn er op de archipel ook duizenden schapen, die in de bergen grazen. Ze voorzien in 60% van de vleesproductie en zijn daarbij ook nog wolleveranciers. Kleine en gevarieerde industriële activiteiten worden ontwikkeld. Het toerisme neemt een bescheiden plaats in en ook de dienstverlening, vooral voor de visserij en de oliewinning, groeit. De opbrengst van de bescheiden winning van olie binnen de 200 zeemijl vanaf de zeekust is een interne Faeröerse aangelegenheid. Denemarken en de Faeröer zijn overeengekomen dat de opbrengsten in de Faeröerse bodem, zee en lucht eigendom zijn van het Faeröerse volk en niet per definitie van de Denen. Verder is er nog een kleine vogelvangst voor economische doeleinden, een melkveeproductie die de plaatselijke behoeften geheel dekt, en een bescheiden aardappelteelt omdat slechts een klein deel van het land geschikt is voor landbouw.
De vissers van de Faeröer zijn berucht vanwege de Grindadráp, de traditionele griendenjacht. Hierbij worden scholen grienden, grote dolfijnachtigen, bijeengedreven en gedood voor hun vlees en vet, de blubber (een isolerende onderhuidse vetlaag), hetgeen voor de buitenwereld een controversiële bezigheid is. Deze jacht op grienden voorziet in zo'n 15% van de vis- en vleesconsumptie en is niet commercieel. De vangsten worden onder de bevolking verdeeld volgens een zo eerlijk mogelijk proces. Verkoop is bij hoge uitzondering toegestaan, maar komt nagenoeg niet voor. Door de internationale aandacht is de jacht op de grienden begin 21e eeuw beter georganiseerd dan voorheen, door middel van nieuwe regelgeving, waaronder het vereiste van een vergunning om grienden te mogen doden.
Door middel van tunnels en bruggen zijn de drie hoofdeilanden met elkaar verbonden. In december 2020 is de 11 kilometer lange Eysturoyartunnel geopend. Het bijzondere aan deze tunnel is de Y-vorm. Onder de grond splitst deze tunnel zich, ter plaatse is een ondergrondse rotonde. De 10,9 kilometer lange Sandoyartunnilin werd op 21 december 2023 ingehuldigd. Nog twee lange tunnels zijn gepland: de uit twee delen bestaande Suðuroyartunnel naar het meest zuidelijke eiland. Deze twee tunnels zijn respectievelijk 17 en 7,5 kilometer lang. Als alle plannen zijn gerealiseerd zijn nagenoeg alle dorpen op de Faeröer via de weg direct met elkaar verbonden.

## Politiek

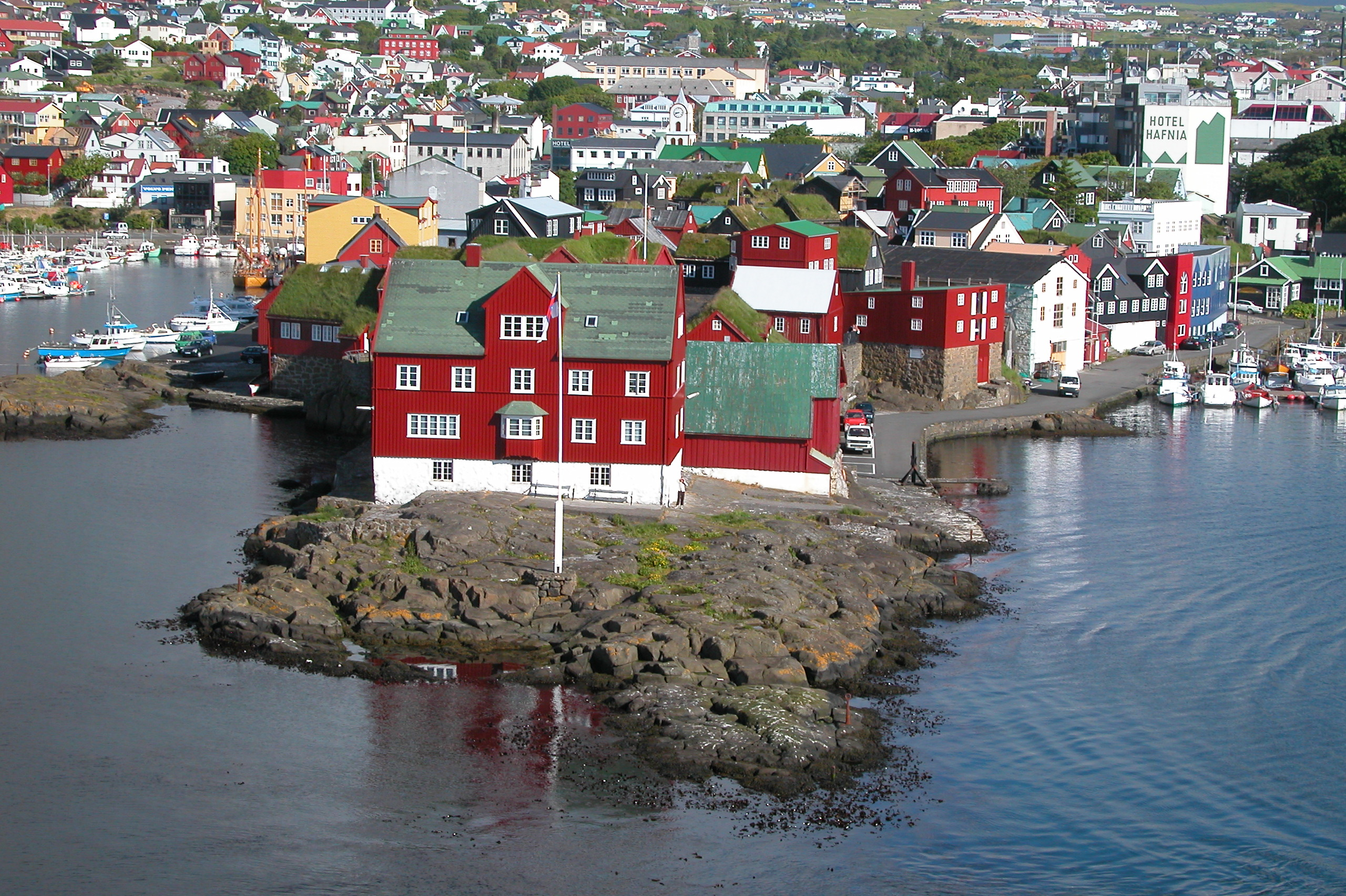
Het schiereiland Tinganes in de hoofdstad Tórshavn, waar de uitvoerende macht zetelt.

Op grond van de Lov om Færøernes Hjemmestyre (Wet betreffende zelfbestuur van de Faeröer) kregen de Faeröer op 1 april 1948 zelfbestuur. Deze Deense wet regelt de relatie tussen Denemarken en de Faeröer en bepaalt dat de Faeröer exclusieve wetgevende en uitvoerende bevoegdheden hebben over de aangelegenheden die in lijst A van deze wet worden opgesomd. Denemarken blijft verantwoordelijk voor de overige aangelegenheden, zoals defensie, justitie, buitenlandse zaken en monetair beleid. De Faeröer hebben een eigen munt, de Faeröerse kroon die een vaste wisselkoers heeft van 1:1 met de Deense kroon. De Faeröer zijn lid van de Noordse Raad. Ze horen niet bij de Europese Unie (art. 355, VWEU).
De Faeröer regelen zelfstandig de inrichting van hun bestuur binnen de kaders van de zelfbestuurwet van 1948. De Løgtingslóg nr. 103 frá 26. juli 1994 um stýrisskipan Føroya (Parlementswet nr. 103 van 26 juli 1994 betreffende het bestuur van de Faeröer) fungeert thans als grondwet van de Faeröer. Deze wet kan met een gewone meerderheid gewijzigd worden, al is wel een tweede stemming nodig na nieuwe verkiezingen.
- De wetgevende macht berust bij het parlement (Løgting) en de minister-president (Løgmaður) gezamenlijk. Een wet wordt door de Løgting aangenomen en binnen dertig dagen door de minister-president ondertekend. De Løgting telt maximaal 33 zetels.
- uitvoerende macht berust bij de regering (Landsstýri). Deze bestaat uit de minister-president en twee of meer ministers. De minister-president wordt benoemd door de Løgting op voordracht van de voorzitter van de Løgting. De minister-president bepaalt het aantal ministers en benoemt ze.
- De rechtsprekende macht valt onder de verantwoordelijkheid van Denemarken.

De Deense koning Frederik X is ook staatshoofd van de Faeröer.

## Bestuurlijke indeling
De Faeröer zijn bestuurlijk ingedeeld in gemeenten (Kommuna, Kommune).
Sinds 1 januari 2009 omvatten de Faeröer 30 gemeenten.

## Geografie

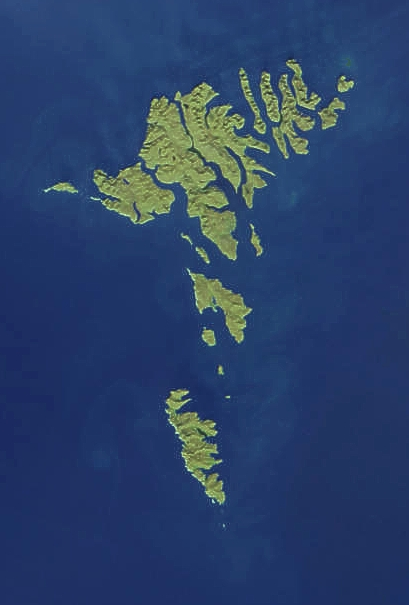
Satellietfoto van de Faeröer (2003)

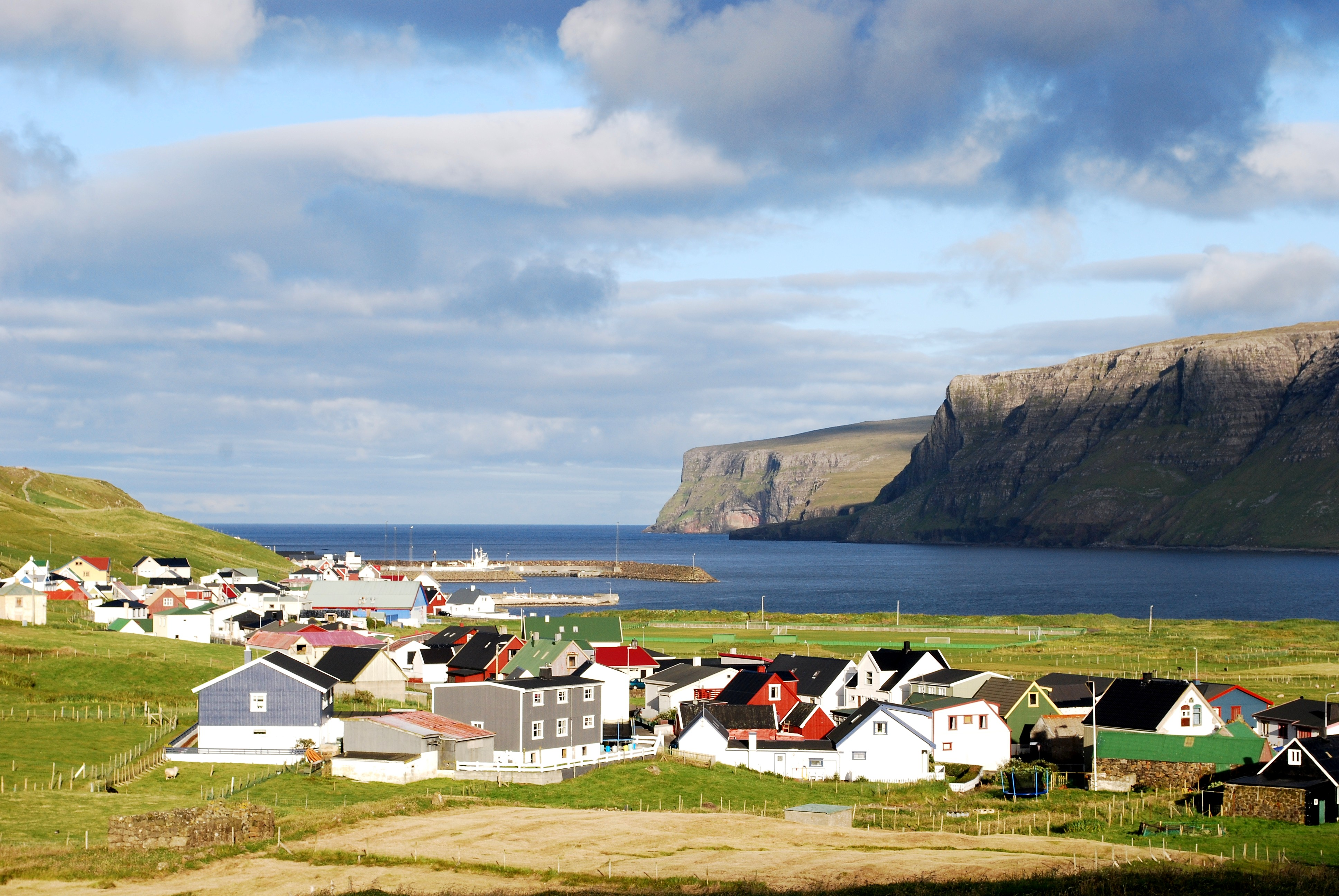
Het dorp Hvalba op het eiland Suðuroy

De Faeröer bestaan uit achttien grote eilanden met een gezamenlijke oppervlakte van 1.393 km² en een totale kustlijn van 1.117 km. Verder zijn er 761 kleine eilanden en rotspartijen. De eilanden hebben een bergachtig landschap met fjorden en steile kliffen die uit zee oprijzen. Tussen de eilanden liggen diepe wateren met vaak sterke stromingen. De eilanden hebben een aantal meren, waarvan het Sørvágsvatn het grootste is. Het hoogste punt is de Slættaratindur op het eiland Eysturoy, met 882 m (lijst met bergen). Door het ruige landschap was het lange tijd moeilijk om de dorpen met elkaar te verbinden maar door een aantal tunnels en bruggen is dit grotendeels opgelost. Door de ruim 11 km lange Eysturoyartunnilin die in december 2020 is geopend, werd de reistijd tussen de hoofdstad Tórshavn, op het eiland Streymoy, en Strendur op het eiland Eysturoy, herleid van veertig tot zeven minuten.
De Faeröer hebben door de Noord-Atlantische stroom een mild zeeklimaat.
De achttien grote eilanden van de Faeröer:
| - Streymoy - Eysturoy - Vágar - Mykines - Suðuroy - Stóra Dímun |  | - Skúvoy - Sandoy - Hestur - Koltur (onbewoond) - Nólsoy - Borðoy |  | - Kalsoy - Kunoy - Viðoy - Svínoy - Fugloy - Lítla Dímun (onbewoond) |

De hoofdstad Tórshavn, met 19.282 inwoners (2005), ligt op het grootste eiland, Streymoy. Dit eiland is bij Oyrarbakki met een brug en sinds 2020 bij Tórshavn met een tunnel verbonden met Strendur en Runavik op het op een na grootste eiland, Eysturoy.
Een andere wat grotere plaats is Klaksvík met 4664 inwoners (2005), op Borðoy.
Het eiland Borðoy is met dammen verbonden met Viðoy en met Kunoy. Deze drie eilanden vormen samen met Kalsoy, Svínoy en Fugloy de Noordereilanden.
Op Vágar ligt het enige vliegveld van de Faeröer, de Luchthaven Vágar. Vroeger moesten luchtreizigers die naar Tórshavn wilden, een overtocht per veerboot maken, maar sinds in 2002 de Vágartunnel werd voltooid is er een rechtstreekse wegverbinding.
Het meest westelijke eiland Mykines is beroemd om zijn populatie papegaaiduikers. De hele archipel heeft overigens een rijk vogelleven (zo'n 200 verschillende soorten): de steile, rotsachtige kust maakt de nesten onbereikbaar voor vijanden.
Suðuroy heet het iets afgelegen zuidelijke eiland van de archipel. In 1742 liep hier het Hollandse schip Westerbeek van de Verenigde Oostindische Compagnie, geladen met thee en specerijen, op de klippen en sloeg daarna te pletter tegen de steile westerwand van het eiland, kapseisde, waarna het zonk. Kapitein Herman Schutte was door de aanhoudende mist behoorlijk uit de koers geraakt. Toch konden 81 opvarenden gered worden en uiteindelijk na 9 maanden terugkeren naar de Nederlanden. Scheepsarts Joseph Gewording van der Schild bleef achter: hij was ondertussen met een Faeröerse getrouwd en aangesteld als lands-chirurgijn. Op 19 februari 2016 werden er in Rotterdam twee Faeröerse postzegels over de Westerbeek voorgesteld in aanwezigheid van Faeröerse nakomelingen van de Nederlandse bemanning.

## Cultuur

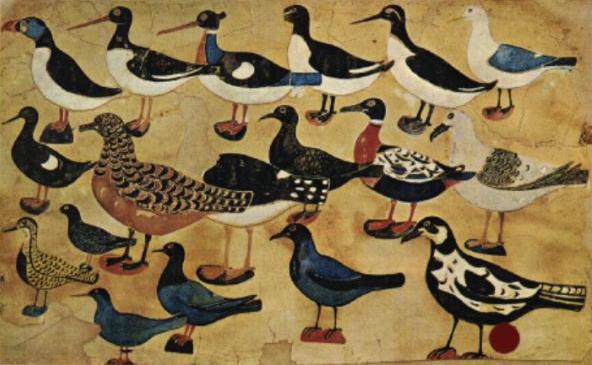
Een schilderij van Díðrikur á Skarvanesi. Een van de oudste schilderijen van de Faeröer.

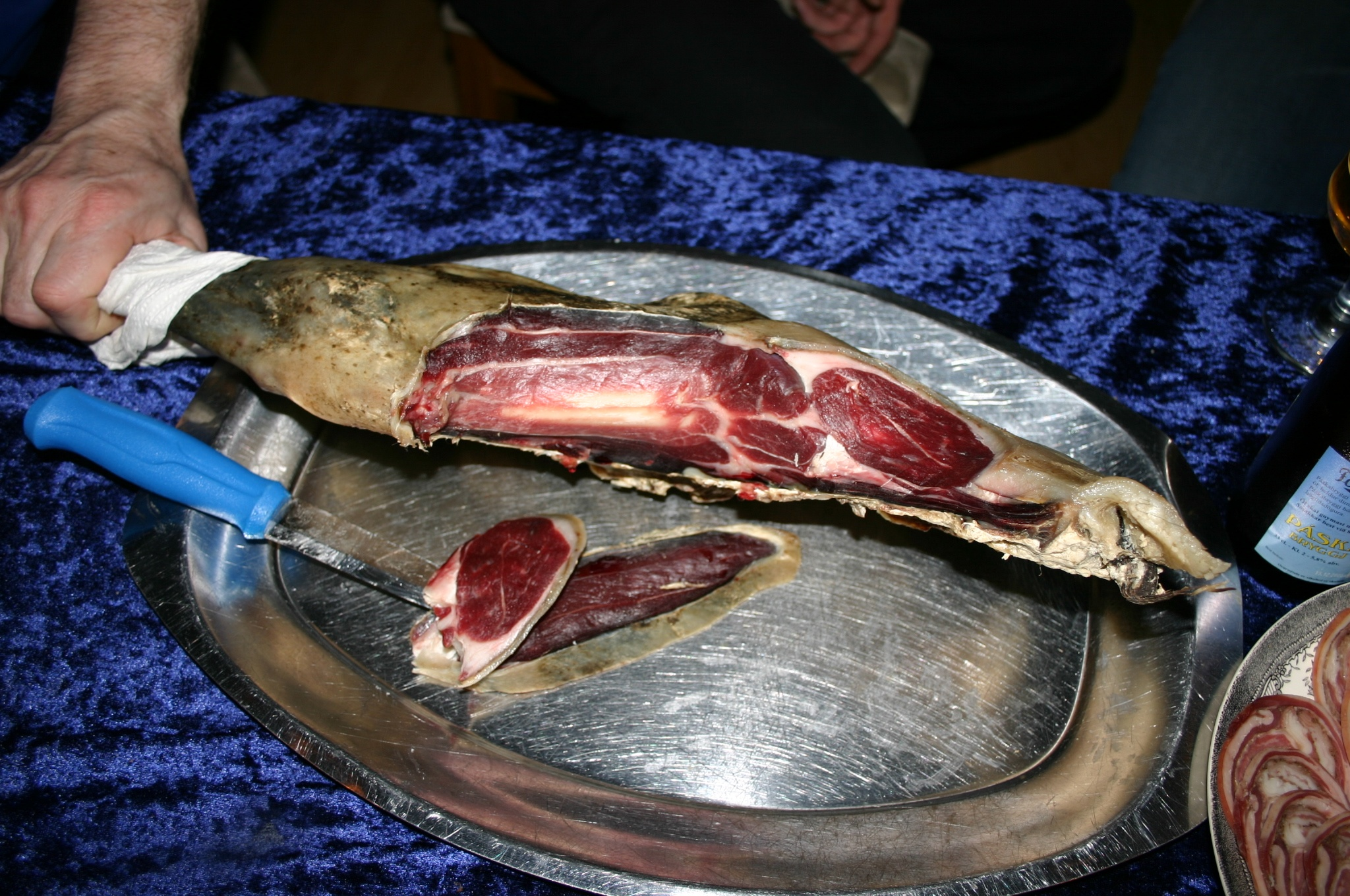
Skerpikjøt

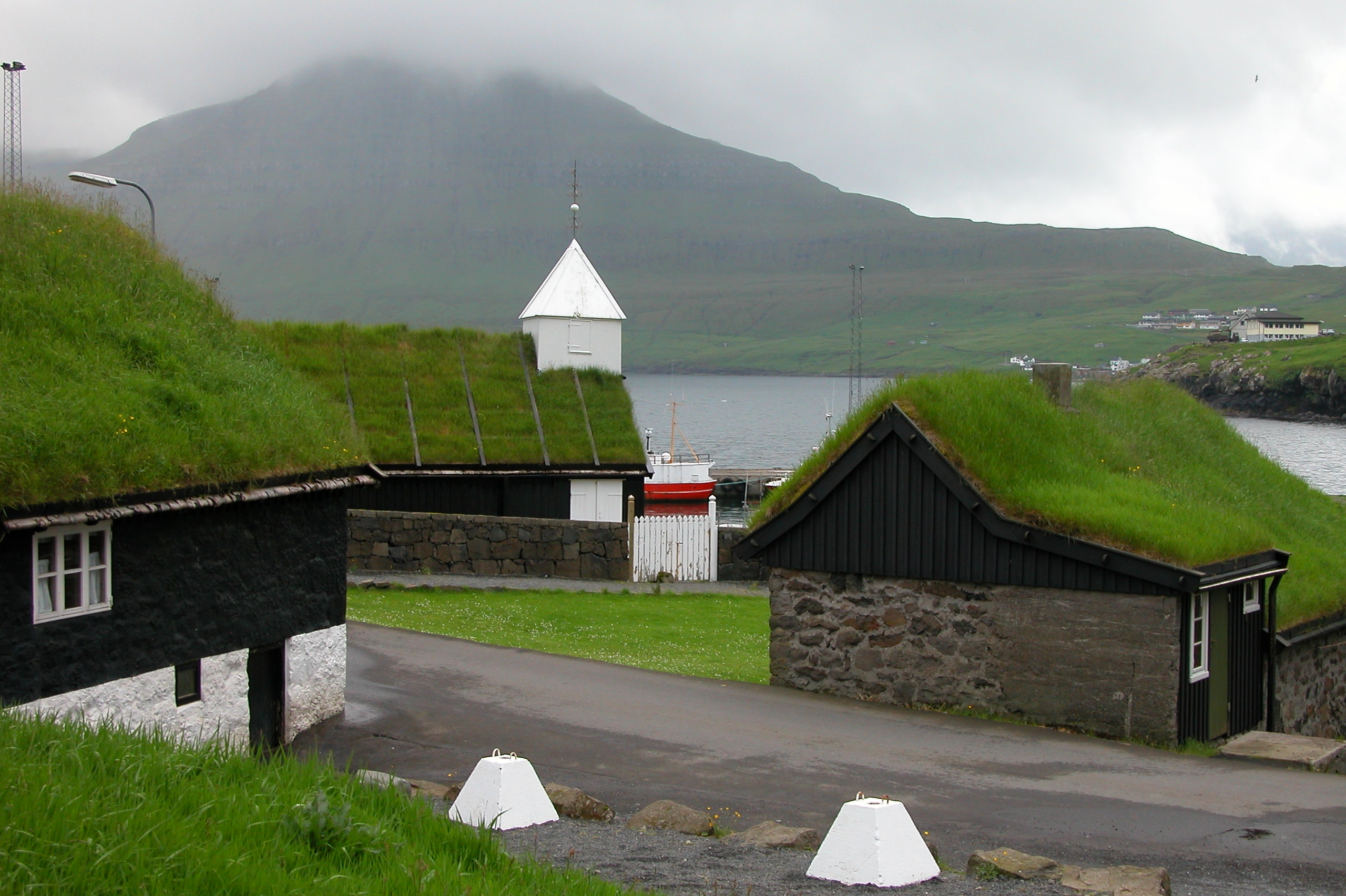
Huizen met grasdak op Eysturoy

De cultuur van de Faeröer is sterk verwant aan die van de andere Scandinavische landen maar heeft door haar geïsoleerde ligging wel haar eigen ontwikkeling doorgemaakt. Zo werd in de traditionele muziek zelden gebruik gemaakt van muziekinstrumenten. Deze werden pas in de 20e eeuw op grote schaal geïmporteerd. De Føroyskur dansur is de traditionele ringdans, begeleid door oude balladen.
De Faeröerse literatuur heeft zich pas sinds de 19e eeuw ontwikkeld. Voor die tijd werden verhalen alleen gesproken doorgegeven. Oudere verhalen zijn in te delen in drie groepen: sagnir (historische verhalen), ævintyr (gewone verhalen/avonturen) en Kvæði (balladen). Het 13e-eeuwse Færeyinga saga, het verhaal over de eerste bewoners van de eilanden werd op IJsland geschreven. Belangrijke schrijvers waren William Heinesen, die ook beeldend kunstenaar was, Jørgen-Frantz Jacobsen, Heðin Brú en Christian Matras. Svend Grundtvig verzamelde mondeling overgeleverde Faeröerse balladen, uitgegeven als Føroya kvæði: corpus carminum Færoensium (7 dln., 1941–96).
Een schilder met internationale erkenning was Sámal Joensen-Mikines. Een aantal van zijn schilderijen zijn afgebeeld op Faeröerse postzegels.
De traditionele keuken wordt gedomineerd door vis, lamsvlees en schapenvlees en aardappelen. De smaak wordt voor een belangrijk deel bepaald door de manier van conserveren zoals drogen of pekelen. Een voorbeeld is het gerecht skerpikjøt, gedroogd schapenvlees met een heel typische smaak. Walvis wordt veel gegeten en de blubber (walvisvet) wordt in veel gerechten gebruikt. Het traditionele gerecht bij uitstek is Tvøst og spik dat bestaat uit walvis, blubber en aardappelen. Andere typische gerechten zijn de garnatálgworsten en gekookte papegaaiduiker.

### Belangrijke musea
- Het Nationaal museum van de Faeröer, gericht op de cultuur en de geologie van de Faeröer. Het omvat ook een openluchtmuseum.
- Het Listasavn Føroya, gericht op de kunst van de eilanden.
- Norðurlandahúsið gericht op de cultuur van de Noordse landen.

### Andere belangrijke instellingen
- Føroya Landsbókasavn, de nationale bibliotheek.
- Kirkjubøargarður, het oudste huis op de eilanden.

Veel huizen zijn gebouwd uit hout en hebben een dak bedekt met graszoden als isolatie.

### Schilders die de Faeröer bezoeken

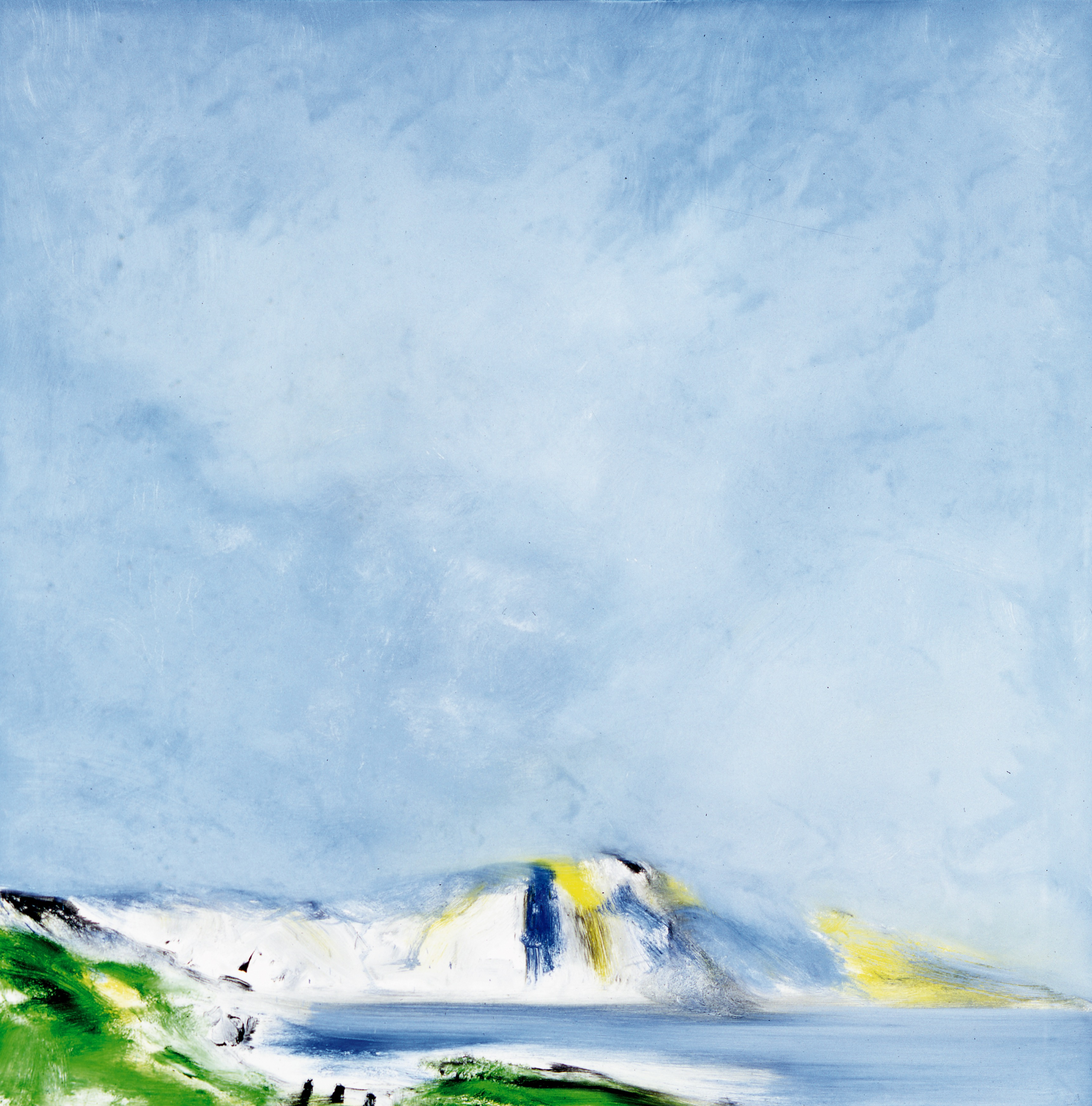
Ingo Kühl, Färöer II, olieverf op canvas, 120 x 120 cm, 1995

In 1890 bezocht de Duitse schilder Alf Bachmann de Faeröer. In 1995 schilderde de Duitse kunstenaar Ingo Kühl aquarellen in Gjógv, waarna de negendelige cyclus van de Faeröer ontstond, die in 2003/2004 werd tentoongesteld in de Koninklijke Deense Ambassade in Berlijn.